# Johann Philipp Karl Joseph von Stadion
Johann Philipp Karl Joseph Stadion, anche noto come conte di Warthausen (Magonza, 18 giugno 1763 – Baden, 15 maggio 1824), fu ministro degli esteri, delle finanze e diplomatico al servizio degli Asburgo nel corso delle guerre napoleoniche. Fondò la Banca Nazionale Austriaca.

## Biografia

### Esordi
Nato a Magonza (oggi Renania-Palatinato, Germania), ma di nazionalità austriaca, era figlio del conte Johann Franz Konrad von Stadion zu Warthausen und Thannhausen (1736–1787) e di sua moglie Maria Ludovica Zobel von Giebelstadt (1740–1803).
Intrapresa la carriera diplomatica, nel 1787-90 fu ambasciatore in Svezia.

### Le prime guerre napoleoniche
Nel 1790-93 fu ambasciatore a Londra.  Negli anni dell'egemonia, a Vienna, del Thugut risulta in congedo.  Quest'ultimo lo fece sostituire, a Londra dal Mercy-Argenteau, già onnipotente ambasciatore austriaco a Parigi e superiore del Thugut.
Dopo la caduta del Thugut, nel 1800-03, Stadion si vide affidare una delicata missione alla corte di Federico Guglielmo III Prussia, dove egli cercò, invano, di favorire una alleanza con l'Austria. Berlino aveva fatto pace con Parigi sin dalla Pace di Basilea del 5 aprile 1795 e non sarebbe rientrata nel conflitto prima del 1806, con la sfortunatissima guerra della quarta coalizione.  Ma senza Vienna, cui la legava una profonda ortilità reciproca, fomentata dalle confliggenti aspirazioni su Polonia e Germania.
Stadion ebbe maggior successo come inviato a San Pietroburgo, nel 1803-05 (raggiunse il sottoposto Sauraru), ove giocò un ruolo importante nella creazione della Terza coalizione anti-napoleonica.  Il conflitto fu segnato in Italia dalla sconfitta di Caldiero e, in Germania, dalla resa dell'esercito austriaco a Ulma, seguita dal disastro di Austerlitz, il 2 dicembre 1805, quando Napoleone, in quella che forse fu la sua più brillante battaglia, polverizzò le forze austriache e russe.

### La Pace di Presburgo e tre anni di preparazione
All'indomani della sconfitta, nel 1805, venne nominato ministro degli esteri: negoziò la Pace di Presburgo del 26 dicembre 1805, l'Austria cedeva al Regno d'Italia il Veneto, mentre Tirolo e Vorarlberg passavano alla Baviera.
Stadion, insieme all'Arciduca Carlo, fratello di Francesco II si impegnò a creare le condizioni per la ripresa della guerra contro Napoleone.  In parallelo, l'arciduca Carlo e l'arciduca Giovanni riformavano l'esercito, fra l'altro introducendo, nel 1808, il servizio di leva obbligatorio.

### La Quinta coalizione e la Pace di Schönbrunn
Nel 1809 Napoleone era impegnato, per il secondo anno di fila, nella repressione della Sollevazione Spagnola: lo Stadion ritenne maturi i tempi per la riscossa e, con l'aiuto del principe Metternich, convinse l'Imperatore alla ripresa dei combattimenti: venne battezzata Sollevazione Austriaca, in chiaro riferimento alla Spagna.  L'Austria era però sola, in quanto la Prussia era sotto occupazione francese, la Russia alleata della Francia, l'Inghilterra impegnata in Spagna e, comunque, lontana.
La campagna consistette in una prolungata ritirata di fronte a Napoleone, che era entrato dalla sua alleata Baviera diretto verso Vienna.  Nel maggio 1809 l'arciduca Carlo aveva portato l'intero esercito sulla riva sinistra del Danubio, lasciando che Napoleone occupasse Vienna, indifesa.  Dopodiché, lì nei pressi, i francesi passarono in forze il fiume, ma vennero respinti nella grande battaglia di Aspern-Essling.  Il 5 e 6 luglio un secondo tentativo fu assai più fortunato e gli austriaci subirono una terribile sconfitta a Wagram.
La sconfitta costrinse l'Imperatore a dimissionare l'arciduca Carlo e lo Stadion (sostituito con il Metternich) e a concludere, nell'ottobre 1809, la Pace di Schönbrunn.  L'Austria cedeva l'Alto Adige, Salisburgo e le Province Illiriche, oltre che Tarnopol e la Galizia occidentale (con Cracovia) cedute alla Russia.  Ma, soprattutto, riduceva l'esercito alla miseria di 150.000 uomini e diveniva, sostanzialmente, vassallo della Francia.
Stadion venne, comunque, sostituito da Metternich, suo stretto collaboratore e si ritirò dagli incarichi ufficiali, probabilmente più per le pressioni francesi che per disistima di Francesco II.

### La Sesta coalizione
Nel giugno 1812 Napoleone entrò in Russia varcando il Njemen con 500.000 uomini, per rientrare il 10 dicembre con poco più di 37.000 uomini.  Non tutti erano morti: ad esempio, nel dicembre 1812 la Prussia dichiarò la neutralità del proprio contingente, per poi passare, il 28 febbraio 1813 all'alleanza aperta con la Russia e la Gran Bretagna.
A quel punto Metternich diede inizio ad una intensa attività diplomatica, senza dare ad intendere delle reali intenzioni austriache e cercando di ottenere, dai due contendenti, le migliori condizioni.  In quel 1813 Stadion venne incaricato delle negoziazioni con gli alleati, che si conclusero, il 20 agosto 1813, con l'ingresso in guerra contro Napoleone.  

Sotto la guida del valente feldmaresciallo Schwarzenberg, coordinato dal Radetzky, gli austriaci parteciparono alle azioni che portarono alla battaglia di Lipsia, durata tre giorni, dal 16 al 19 ottobre 1813, che si concluse con la sconfitta di Napoleone.  Seguirono, poi, Napoleone oltre il Reno, sino all'occupazione di Parigi il 31 marzo 1814.  Il 6 aprile Napoleone abdicava a Fontainebleau e, nel maggio 1814, veniva firmata la Pace di Parigi.
L'azione della più piccola armata del Bellegarde sul fronte italiano, fu assai meno brillante, anche perché ben contrastata dal viceré del Regno d'Italia Eugenio di Beauharnais, che disponeva di un eccellente apparato di difesa. Bellegarde dovette, anzi, sottoscrivere, il 16 aprile la Convenzione di Schiarino-Rizzino, ove accettava di non aggredire la Lombardia.  Poi venne il tradito dalla meglio nobiltà milanese e, il 23 aprile Eugenio firmò a Mantova la capitolazione.

### Ministro delle finanze
Al Congresso di Vienna del 1814-15, Metternich ottenne la supremazia in Italia, un condominio con la Prussia in Germania e una solida rete di alleanze.  

Stadion venne, allora, nominato ministro delle finanze (1815-24) ed impiegò gli ultimi dieci anni di vita a riordinarne le disastrate finanze.  Con tale carica fondò, nel 1816 la Banca nazionale austriaca.  Un grande conforto gli venne dall'annessione del Lombardo-Veneto che forniva, sostenne il Cattaneo oltre 1/6 delle entrate di tutto l'impero, ricevendone, in cambio, assai minori investimenti pubblici ed una occupazione militare.  Certamente Stadion se ne occupò d'appresso, come dimostra la sua partecipazione alla commissione per la sistemazione del Monte Napoleone, ovvero del debito pubblico ereditato dal cessato Regno d'Italia.
Probabilmente nel 1823 venne sostituito, al ministero delle finanze, dal Sauraru, già ministro di polizia del Thugut, suo assistente a San Pietroburgo, governatore di Milano e, dal 1819, ministro degli interni del Metternich.
Morì nella città di Baden bei Wien (Bassa Austria), il 15 maggio 1824.

## Memoria
Lo storico Robert A. Kann lo definì "un uomo dotato di straordinarie qualità, forse il miglior diplomatico imperiale della storia austriaca”.
Suo figlio, Franz Seraph von Stadion, conte di Warthausen, fu un importante politico austriaco degli anni quaranta del XIX secolo.

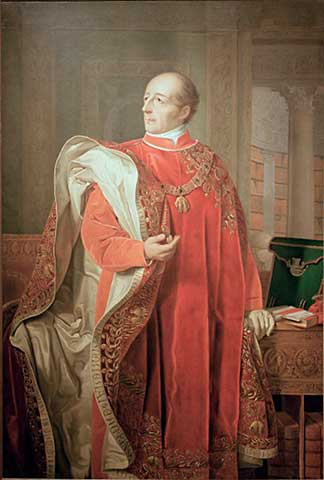
Johann Philipp von Stadion in veste di Cavaliere dell'Ordine del Toson d'Oro